# Grüner IL
Grüner IL ist ein 1952 gegründeter norwegischer Sportverein aus Grünerløkka, einem Stadtteil von Oslo, der vor allem für seine Eishockeyabteilung bekannt ist. Die Herrenmannschaft spielt seit 2019 in der GET-ligaen und trägt ihre Heimspiele in der Grünerhallen aus.

## Geschichte

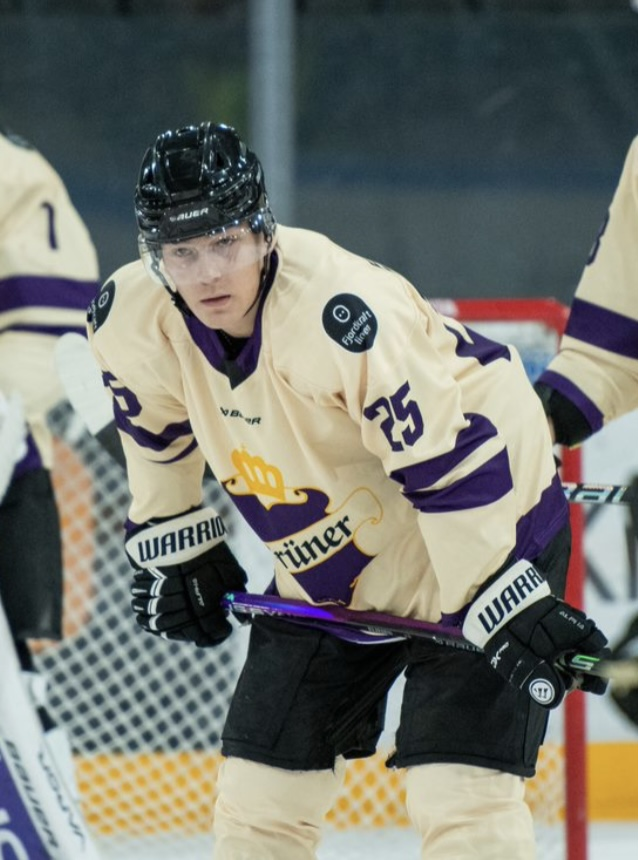
Spieler des Vereins, 2022

Der Grüner IL entstand am 14. Oktober 1952 durch die Fusion der Sportvereine SK Strong, Ball- og Skiklubben av 1914 und SK Spero. Grüner selbst gibt sein Gründungsdatum jedoch mit 1914 an, dem Gründungsdatum von B14, dem ältesten der drei Fusionsvereine. Vor allem in den 1960er und 1970er Jahren spielte die Eishockeyabteilung von Grüner IL regelmäßig in der höchsten norwegischen Spielklasse. Nach der Fusion mit Hugin spielte der Verein von 1969 bis 1974 als Grüner/Hugin, ehe man zum alten Namen Grüner IL zurückkehrte. Zuletzt spielte die Mannschaft in der Saison 1976/77 in der höchsten norwegischen Spielklasse. In der Saison 2007/08 scheiterte die Mannschaft, die mittlerweile in der zweitklassigen 1. divisjon antrat, erst in der Relegation knapp am Aufstieg. 
Die Fraueneishockeymannschaft des Grüner IL spielte in der Saison 2011/12 ebenfalls in der zweiten norwegischen Spielklasse. Neben einer Eishockeyabteilung betreibt der Grüner IL auch eine Fußball- und eine Handballabteilung.  